# Aby lagunen
Aby lagunekomplekset er den næststørste lagune i Elfenbenskysten efter Ébrié Lagunen. Som helhed har lagunen et areal på 424 km2, en gennemsnitlig dybde på 3.5 m og et volumen på 1,57 km3. Den løber ud i Atlanterhavet gennem lavvandede kanaler mellem Ehotilé-øerne, ved Assinie-Mafia, hvor Assoindé-lagunen også har forbindelse fra vest. Assoindé lagunen forbinder Aby lagunekomplekset med Ébrié Lagunen gennem Assinie-kanalen.
Aby lagunekomplekset består af tre navngivne sektioner: fra vest til øst er de den egentlige Aby lagunen, Tendo lagunen og Ehy lagunen. Med et areal på 305 km2, er den vigtigste Aby lagunen, der er den største af de tre sektioner, og strækker sig 24, 5 km nord for kompleksets udmunding og med en maksimal bredde på 15,5 km og en gennemsnitlig dybde på 4,2 m. På den sydøstlige side danner Tendo-lagunen en arm med en bredde på 3–5 km, der strækker sig 22 km mod øst og dækker 74 km2; der er delt mellem Elfenbenskysten i nord og Ghana i syd. I Elfenbenskysten strækker Ehy lagunen sig mod nordøst fra den østlige ende af Tendo lagunen og dækker 45 km2. En sidelagune kendt som Univaye lagunen ligger i Ghana og afvander til Tendo lagunen fra øst.
Aby-lagunen får vand fra Biafloden fra nord, mens Tanofloden løber ud i Tendo-lagunen fra øst. Disse to floder tilsammen afvander et område på 27.650 km2.
Klimaet i området har to regnsæsoner (maj til juli, oktober til november) og to tørre sæsoner (august til september, december til april). Den årlige nedbør er omkring 2.000 mm. Saltholdigheden i lagunen varierer med nedbør og topper i marts og april. Den sydlige del af Aby lagunen har det højeste saltindhold, mens områderne nær udmundingen af Bia og Tano forbliver ferske hele året.
Landbrug og fiskeri er de vigtigste erhverv omkring lagunen. Bonga-stamsild tegner sig for 60% til 80% af fiskefangsten i lagunen. De vigtigste afgrøder i det omkringliggende område er kokosnød, oliepalme, banan, kakao og kaffe.
Ehotilé-øerne er beskyttet som Îles Ehotilés nationalpark, etableret i 1974 på initiativ af lokalsamfundene. De udgør også en del af Ramsarområde, Iles Ehotilé-Essouman, som dækker 272,74 km af lagunen og de omkringliggende områder.